# Sarcina ventriculi
Sarcina ventriculi è una specie di batterio appartenente alla famiglia delle Clostridiaceae.